# Cabut cap-roig
El cabut cap-roig (Eubucco bourcierii) és una espècie d'ocell de la família dels capitònids (Capitonidae) que habita Amèrica Central i del Sud, a Costa Rica, Panamà, Colòmbia, Veneçuela, Equador i nord del Perú.